# شلومو بوحبوت
شلومو بوحبوت (بالعبرية: שלמה בוחבוט؛ مواليد 8 نوفمبر 1942) هو سياسي إسرائيلي ورئيس بلدية معالوت ترشيحا، وعضو سابق في الكنيست لحزب العمل في الأعوام 1992 و1996. ولد في المغرب عام 1942، وهاجر إلى إسرائيل في عام 1954. بين عامي 1963 و1971 عمل في قسم الخدمات الاجتماعية في مجلس معالوت ترشيحا المحلي. انتخب لرئاسة المجلس في عام 1974، وأصبح رئيسًا في عام 1976 وبقي في المنصب حتى عام 2018. حيث عمل في هذا المنصب مدة 42 عامًا وهي المدة الأطول في إسرائيل لرئاسة بلدية ومجلس محلي.

## روابط خارجية
- شلومو بوحبوت على موقع IMDb (الإنجليزية)